# Scophthalmus rhombus
Espèce
La Barbue, Scophthalmus rhombus, est un poisson plat pêché dans l'océan Atlantique oriental depuis le nord du Maroc jusqu'en Islande ainsi que dans la mer Méditerranée et la mer Noire. Ce poisson est proche du Turbot (Scophthalmus maximus, Scophthalmidés), qui lui est préféré.
C'est, avec la sole, l'un des poissons plats les plus réputés pour sa chair. Il arrive qu'il soit pêché par les amateurs, du bord ou en bateau (avec une robuste canne à lancer, les principaux appâts étant des vifs ou des morceaux de poissons). 	

## Description
La barbue a un corps ovale. C'est un poisson plat gaucher, c’est-à-dire qu’il repose sur sa face droite et présente sa face gauche. Ainsi, lorsqu'on la place la tête tournée vers la gauche, les deux yeux sont situés au-dessus de la bouche.
Son nom commun de barbue provient d'une particularité de sa nageoire dorsale, dont l'origine se trouve très en avant de l’œil et dont les premiers rayons sont libres et ramifiés. La distance entre les deux yeux est supérieure au diamètre d’un œil. La ligne latérale est très incurvée au niveau de la nageoire pectorale.
Comme pour de nombreux poissons plats, la coloration est variable et dépend du biotope. La barbue est en effet capable d'homochromie, c'est-à-dire de s'accorder à la couleur du fond.
La coloration est plutôt brune, plus ou moins mouchetée, et varie également selon le milieu sur un poisson vivant. Elle présente de nombreuses taches rondes dont les bords sont des anneaux incomplets de couleurs plus sombres. La face aveugle est blanchâtre.
La barbue est souvent confondue avec le turbot. Elle s'en distingue cependant nettement car contrairement à ce dernier, elle possède une peau lisse sans tubercules osseux. De plus, le corps de la barbue est de forme plus ovale, celui du turbot étant plus proche du losange.
Le corps peut atteindre 70 cm de longueur bien que la taille commune soit de 30 à 50 cm.

## Distribution
La barbue se rencontre dans l’Atlantique Nord-Est, entre la Norvège et le Maroc, en Méditerranée et en mer Noire.

## Habitat
La barbue vit sur les fonds de sable, et parfois de vase ou de graviers, jusqu'à 200 m de profondeur. Les jeunes sont plus littoraux et vivent à moins de 10 m de profondeur, alors que les adultes se trouvent rarement à moins de 15 m. Elle ne s'ensable pas, mais possède une capacité de mimétisme importante qui lui permet de se confondre avec la couleur de fond et de passer ainsi inaperçue.

## Alimentation
La barbue chasse à vue, principalement des petits poissons (harengs, gadidés, parfois d'autres poissons plats). Les jeunes ingèrent en plus de petits crustacés.

## Reproduction
Elle a lieu à la fin du printemps et au début de l'été en Atlantique et plus au Nord, plus tôt en Méditerranée. C'est une espèce très féconde : les plus grandes femelles peuvent pondre jusqu'à 15 millions d'œufs. La ponte se fait sur des fonds de pierres ou de graviers, jusqu'à 80 m de profondeur. Les œufs de 1 mm de diamètre et les larves (3 mm à la naissance) vivent en pleine eau. Ces dernières ont un aspect classique, symétrique, avec un œil de chaque côté. Un des deux yeux migre sur le côté opposé ; la métamorphose s'achève entre quatre et cinq mois environ, à une taille de 3 cm. Le juvénile rejoint alors les fonds des zones côtières.